# Arte tribale

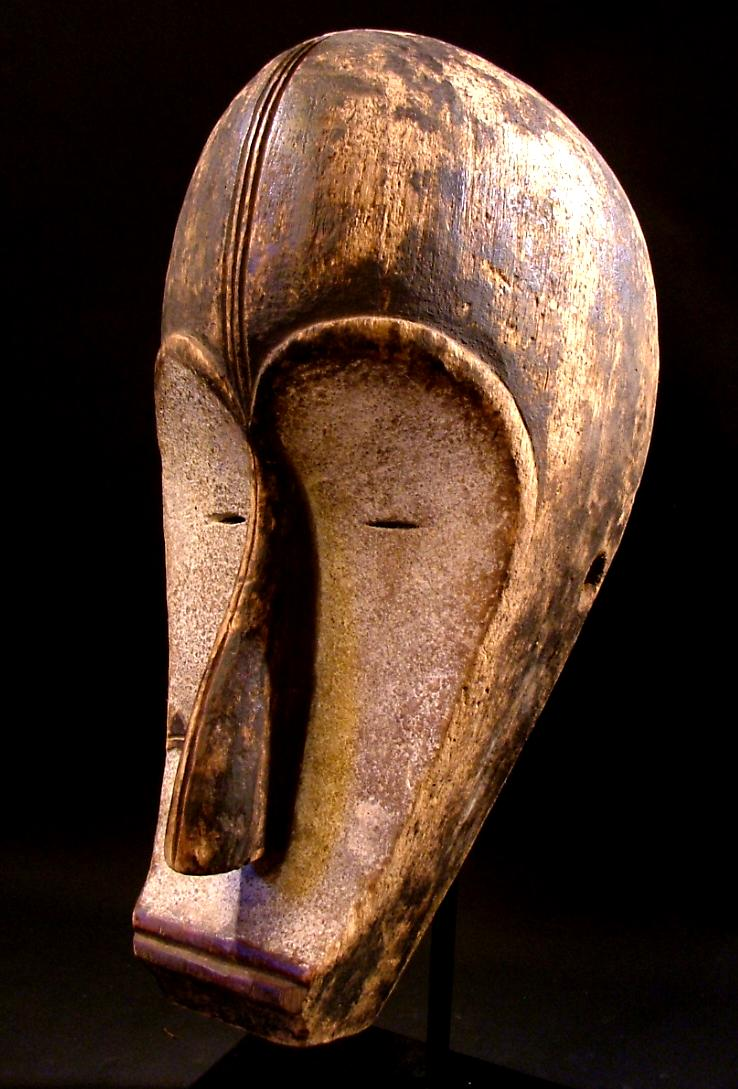
Maschera africana fang

Per arte tribale, detta anche arte etnografica e arte indigena, si intende ogni arte visiva e cultura materiale proveniente dai popoli indigeni. Essa viene anche definita arte primitiva, tuttavia il termine è stato giudicato da varie fonti come eurocentrico e peggiorativo.

## Caratteristiche

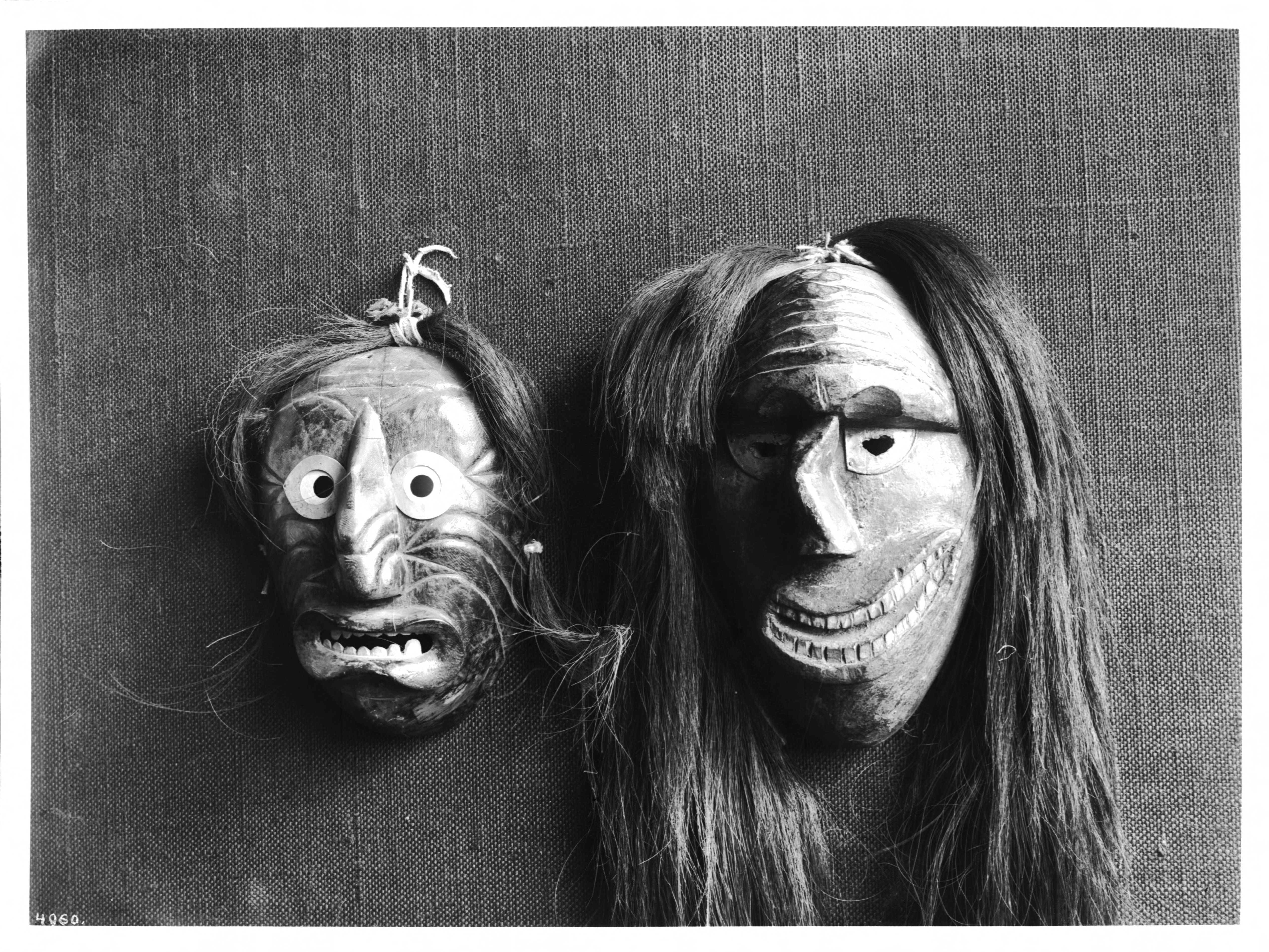
Due maschere Irochesi

L'arte tribale è spesso di natura cerimoniale o religiosa e proviene da molte zone rurali dell'Africa sub-sahariana, dell'Oceania e delle Americhe. L'arte indigena è una delle forme essenziali di trasmissione di cultura nonché un mezzo di importanza cruciale per un gruppo umano in quanto serve ad esso per distinguersi da altri gruppi. Oltre alle arti visive, anche la musica, la danza e la letteratura sono veicoli di espressione artistica di straordinaria importanza per queste culture.

## Impatto culturale

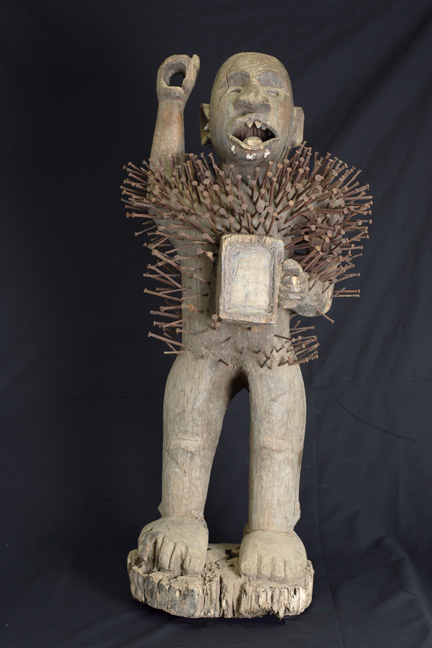
Feticcio raffigurante la divinità africana Nkisi Nkondi

Le arti tribali sono state storicamente raccolte e preservate da antropologi occidentali, collezionisti privati e musei di storia naturale e etnografica. La raccolta di arti tribali è stata  a lungo tempo ispirata al mito occidentale del "buon selvaggio" e la mancanza di un contesto culturale è stata una sfida per la percezione, da parte dell'opinione pubblica occidentale, delle arti tribali. Nel diciannovesimo secolo, l'arte tribale e più in generale quella non occidentale non era considerata tale dai professionisti occidentali dell'arte. Prima che il postmodernismo emergesse negli anni sessanta del Novecento, i critici si accostavano alle arti tribali mediante un approccio puramente formalista, cioè rispondendo solo agli elementi visivi dell'opera e ignorando il contesto storico, il simbolismo o l'intenzione dell'artista. La percezione del mondo dell'arte nei confronti delle espressioni creative tribali, tuttavia, sta diventando meno paternalistica in quanto sostenitori indigeni e non hanno lottato per una più obiettiva cultura dell'arte etnografica. Si è cercato di stabilire paralleli o simili elementi identificativi all'arte indigena in certe forme d'arte relativamente recenti emerso all'interno della cultura occidentale, soprattutto negli stili musicali che incorporano influenze dalle musiche di gruppi emarginati, come il flamenco e il jazz, che provengono rispettivamente dai popoli gitani e neri.
Le principali mostre di arti tribali tra la fine del diciannovesimo e la metà del ventesimo secolo hanno esposto il mondo dell'arte occidentale all'arte non occidentale e fornirono ispirazione a molti artisti moderni, in particolare gli espressionisti, cubisti e a surrealisti come Max Ernst. Il pittore cubista Pablo Picasso, molto debitore nei confronti delle arti tribali, affermò che "la scultura primitiva non è mai stata superata".